# Paznic de cetate
Paznic de cetate este un film românesc din 1997 regizat de Alexandru Solomon.